# هفته مقدس

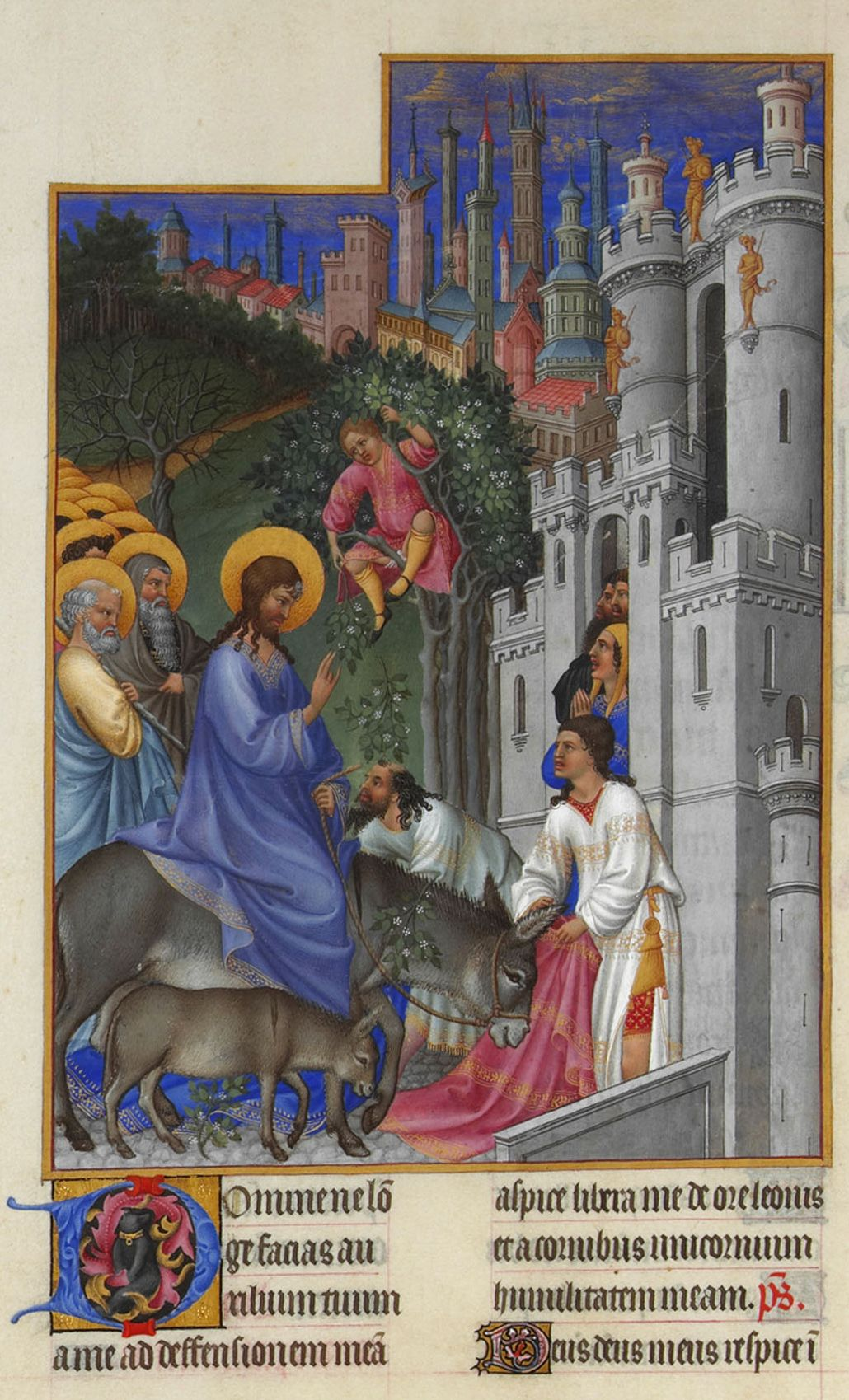
ورود عیسی به اورشلیم در یکشنبه نخل، روز آغازین هفته مقدس.

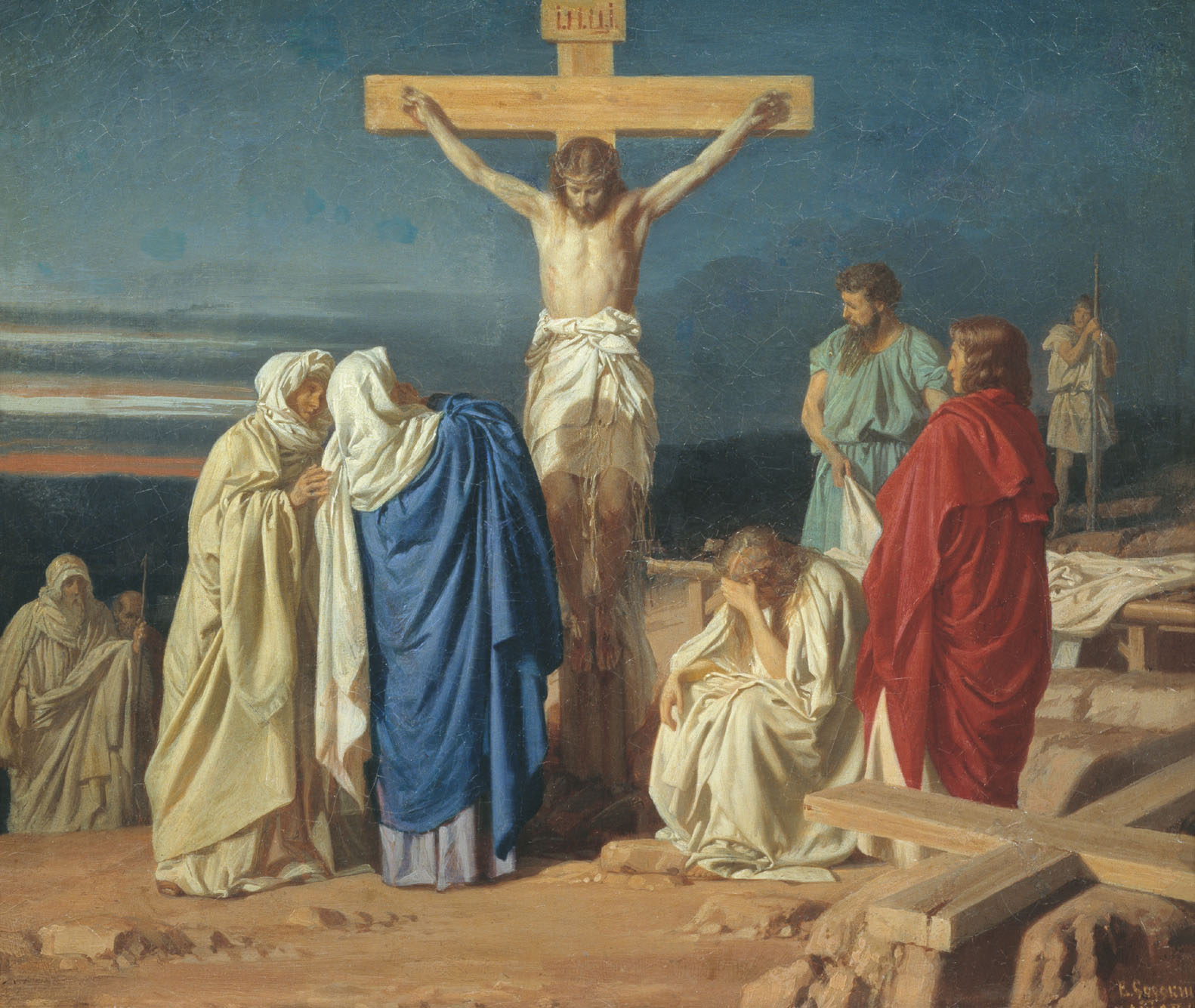
مادر ایستاده (stabat mater) بازگو کننده لحظاتی پس از مردن مسیح بر روی صلیب و نظارهٔ مریم بر بدن بی‌جان او، اثر اِوگراف سِمِنویچ سوروکین، ۱۸۷۳.

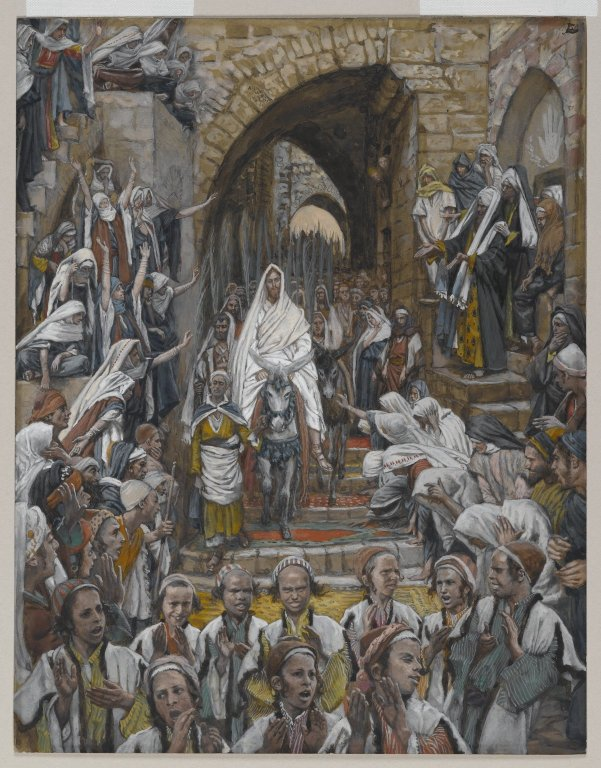
ورود عیسی به خیابان‌های اورشلیم و استقبال مردم شهر از او، اثر جیمز تیسو.

هفته مقدس در مسیحیت از آخرین هفته چله روزه، یکشنبه نخل آغاز می‌شود و تا شنبهٔ شب‌زنده‌داری عید پاک ادامه می‌یابد که شامل روزهای مذهبی و تعطیل یکشنبه نخل، پنج‌شنبه فرمان (روز شستن پای بی‌نوایان) و آدینه نیک است. بنا بر نوشته‌های چهار انجیل معتبر، هفته آخر زندگی عیسی در کره خاکی توسط مسیحیان سالیانه گرامی گرفته می‌شود.

## یکشنبه نخل
هفته مقدس با یکشنبه نخل در گاه‌شمار کلیسای کاتولیک، متودیست و دیگر کلیساهای پروتستان آغاز می‌شود. بر پایه روایت اناجیل، عیسی در این روز سوار بر الاغ خود به اورشلیم وارد شد و مردم برای استقبال او شاخه‌های درخت خرما را در دست گرفته بودند و آیات ۲۵ و ۲۶ از باب ۱۱۸ کتاب مزامیر را در ستایش عیسی می‌خواندند. یکی از دلایل برگزیدن الاغ به جای اسب توسط عیسی پیام صلح این حیوان بود، حال آنکه اسب حیوانی بود که در جنگ مورد استفاده قرار می‌گرفت.

## دوشنبه تا چهارشنبه هفته مقدس
روزهای مابین یکشنبه نخل تا پنج‌شنبه فرمان در این هفته به عنوان دوشنبه، سه‌شنبه و چهارشنبه مقدس نام‌گذاری شده‌اند. بر طبق روایت انجیل یوحنا (باب ۱۲ ۱–۱۱) عیسی در این روز ایلعازر را از مردگان برخیزانید آنگاه شخصی به‌نام مریم رطلی پاهای عیسی را با عطر سنبل خالص شستشو می‌دهد و سپس با موهای خود پاهایش را خشک می‌کند.
در سه‌شنبه مقدس بر طبق انجیل یوحنا (۱۳: ۲۱–۳۸) عیسی از خیانت یکی از یاران و انکار سه‌گانهٔ عیسی توسط پطرس پیش از بانگ خروس خبر می‌دهد.
در چهارشنبه مقدس که گاهی چهارشنبه بزرگ و مقدس خوانده می‌شود، یهودای اسخریوطی نزد کاهنهٔ بزرگ یهود می‌رود و با خیانت به عیسی محل اقامت او و دیگر حواریون را برای آنان بازگو و افشا می‌کند.

## پنج‌شنبه فرمان
این روز پنجمین روز از هفته مقدس و پیش از آدینه نیک است و گاه با نام پنج‌شنبه میثاق یا پنج‌شنبه اسرارآمیز از آن یاد می‌شود. بر اساس تعالیم اناجیل، (انجیل یوحنا ۱۳) عیسی پاهای شاگردان خود را شست و این را به رسمی برای معتقدین باورمند به آیین مسیحیت قرار داد.

## آدینه نیک
این روز بر پایه سنت و آیین مسیحیت، روز تصلیب عیسی بر روی تپه گلگتا در اطراف شهر اورشلیم است. از این روز همچنین به نام‌های آدینه مقدس، آدینه بزرگ یا آدینه سیاه یاد می‌شود.
این روز در بسیاری از کشورهای جهان تعطیل رسمی است. شرح کامل چلیپای مسیح در اناجیل به ویژه در انجیل متی (۲۷) آمده‌است.

## شنبه مقدس
شنبه مقدس یا شنبه بزرگ روز پس از آدینه پاک و واپسین روز از هفته مقدس است که فردای این روز یعنی یک‌شنبه، عید پاک یا همان عید قیام مسیح از مردگان است. این روز از اهمیتی ویژه در میان مسیحیان باورمند برخوردار است. آنان این روز را با آیین روزه، نیایش و قربانی کردن گرامی می‌دارند.

## زمان سالنامه‌ای هفته مقدس
| سال  | آغاز            | پایان         |
| ---- | --------------- | ------------- |
| ۲۰۲۳ | یکشنبه ۲ آوریل  | شنبه ۸ آوریل  |
| ۲۰۲۴ | یکشنبه ۲۴ مارس  | شنبه ۳۰ مارس  |
| ۲۰۲۵ | یکشنبه ۱۳ آوریل | شنبه ۱۹ آوریل |
| ۲۰۲۶ | یکشنبه ۲۹ مارس  | شنبه ۴ آوریل  |
| ۲۰۲۷ | یکشنبه ۲۱ مارس  | شنبه ۲۷ مارس  |

## تعطیلی رسمی
پنج‌شنبه فرمان کشورهای کلمبیا، کاستاریکا، دانمارک، ایسلند، نروژ، مکزیک، پاراگوئه، ونزوئلا، اسپانیا و فیلیپین تعطیل رسمی است. ادارات دولتی در آلمان در این روز تعطیل هستند و همچنین در این روز تا پیش از سال ۲۰۱۲ ادارات تأمین اجتماعی و خدماتی در بریتانیا نیمه تعطیل بودند.